# 食品安全委員会
食品安全委員会（しょくひんあんぜんいいんかい、英: Food Safety Commission of Japan）は、BSE問題などを受け、2003年7月に設立された科学者からなる内閣府の委員会で、リスク管理機関から独立して、食品に含まれる農薬、食品添加物、微生物などが人の健康に与えるリスクを、科学的、客観的、中立的に評価している。この「リスク評価」などを受けて、農林水産省や厚生労働省、消費者庁などの各省庁が、食品に規格基準を設定したり、事業者を指導したりする「リスク管理」を行う。7名の委員から構成され、その下に16の専門調査会が設置されている。

## 設立の背景
2001年のBSE問題などをきっかけに、2003年5月に「国民の健康の保護が最も重要である」ことを第一の基本理念とする食品安全基本法が制定され、食品の安全性を確保するためのしくみとしてリスクアナリシス（リスク分析）の考え方が導入された。「リスク分析」とは、食品を含むあらゆるものには「絶対安全」「ゼロリスク」はなく、「リスクはある」ことを前提に、科学的に「評価」し、その結果をもとに「管理」し、みんなで情報を共有し、意見を出し合うという考え方（手法）であり、「リスク評価」「リスク管理」「リスク・コミュニケーション」の3つの要素から成り立っている。食品安全委員会は、「リスク評価」を行う機関として、食品安全基本法の施行日である2003年7月1日に内閣府に設立された。また、食品の安全性についての「リスク・コミュニケーション」を行っている。
世界の安全委員会には、FAO/WHO合同食品添加物専門家会議（JECFA）、欧州食品安全機関（EFSA）、アメリカ食品医薬品局（FDA）、カナダ保健省（Health Canada）などがある。

## 役割

### リスク評価
食品安全委員会は、科学に基づく「リスク評価（食品健康影響評価）」を行うために設立された。「リスク管理機関（消費者庁、厚生労働省、農林水産省、環境省など、規格や基準の設定などの政策・措置を行う）」からは独立している。「リスク評価」と「リスク管理」とを分離することにより、独立・中立の立場から科学に基づいたリスク評価が行われる。この「独立・中立性」は、2001年のBSE問題を巡り、厚生労働省や農林水産省がリスク管理とともにリスク評価も担当し、生産者や事業者の都合を重視して消費者を軽視したことの反省に基づくものである。
食品安全委員会は、リスク管理機関から評価の要請があると専門調査会に審議を依頼し、審議結果に対して国民からパブリックコメントを求め、審議・評議をまとめてリスク管理機関に通知する。リスク管理機関は、このリスク評価の結果など基づき、技術的な実行可能性、費用対効果、国民感情など様々な事情を考慮し、関係者との十分な対話を行った上で食品添加物や農薬の使用基準や、食品の規格基準などの政策を決定して、実施する。これまで食品安全委員会は、評価依頼を受けて、食品添加物、農薬、動物用医薬品、器具・容器包装、汚染物質、微生物・ウイルス、プリオン（BSE）、かび毒・自然毒、遺伝子組換え食品など3000以上の案件について、評価を行ってきた。さらに、委員会自身が必要があると判断した、トランス脂肪酸や加熱時に生じるアクリルアミド、アレルギー物質を含む食品などについても評価を行っている。食品安全委員会の審議会は原則として傍聴可能で、会議資料を公表するなど、透明性の確保に努めている。
リスク評価（食品健康影響評価）は、食品に含まれる様々な物質を摂取することによる健康への影響の程度を、科学的に調べて決めることである。塩や水、添加物など全ての物質は、食べる量によっては有害にも無害にもなり、どのくらいの量なら体に影響を与えないかを知る必要がある。国によって食品の摂取量などの状況は異なるため、日本の現状に近い摂取量に基づいて評価を行う。食品添加物や農薬などの無毒性量（NOAEL）は、動物を用いた毒性試験結果等により求められ、この無毒性量の100分の1を「一日摂取許容量（ADI）」に設定している。ADIは、人が一生涯にわたって毎日摂取し続けても、健康への悪影響がないと考えられる1日当たりの物質の摂取量である。無毒性量を調べる試験には、急性毒性試験、発がん性試験、催奇形性試験などがある。さまざまな角度から調べて「ハザード特性評価」を行い、さらにその物質の摂取量を把握する「ばく露評価」を実施し、これらを総合して「リスクの推定」を行う。

### リスク・コミュニケーション
「リスク・コミュニケーション」とは、食品の安全性について、一般消費者、行政、報道関係者、食品事業者などすべての関係者（ステークホルダー）がそれぞれの立場から、相互に情報や意見の交換を行うことである。食品安全委員会は、食品の安全に関する科学的知見を伝えるための講座や講演会、意見交換会を行っている。また、リスク管理機関と連携したリスク・コミュニケーションも実施し、これらの取り組みの内容はウェブサイトに公開されている。

## 組織
委員は7名（常勤4名、非常勤3名）。国会同意人事であり、国会の衆参両議院の同意を得て、内閣総理大臣から任命される。常勤委員4名は、微生物学（獣医師）、公衆衛生学（医師）、薬学・有機化学（薬剤師）、毒性学（獣医師）の専門家が、非常勤委員3名は食品加工・貯蔵学、食物・調理学、リスク・コミュニケーションの専門家が勤めている。委員の下に16の専門調査会（企画等専門調査会と、危害要因ごとに添加物、農薬、微生物といった15の専門調査会）が設置されている。専門調査会では、200人以上の科学者が委員会に協力し、事務局では約100人が働いている。

### 委員会
委員の任期は3年で、再任が可能である。

事務局は、東京都港区赤坂にある。
- 委員長（委員の中から互選[31]、常勤）
- 委員長代理（委員長が指名、常勤）
- 委員（常勤2人、非常勤3人）

### 専門調査会
- 企画等専門調査会
- 専門調査会（添加物、農薬、微生物など危害要因ごとに15の専門調査会が設置されている）

### 事務局
- 事務局長
- 次長
- 総務課
- 評価第一課
- 評価第二課
- 情報・勧告広報課
- リスクコミュニケーション官
- 評価情報分析官

### 歴代委員長
- 委員長は委員の互選で決まるため、会合開催日の都合により選出が遅れ一時空位となることがある。したがって、委員としての任期と委員長の在任期間は必ずしも一致しない。
- 退任日に付した（願）は依願退任、（慣）は慣例による委員長改選（後述）のための退任、付していないものは委員としての任期満了に伴う委員長職自然退任。
- 慣例による委員長改選とは、委員一斉の任期満了時期（3年ごとの7月初頭）以外に、委員の一部の依願退任・死亡等により委員の構成に異動が生じた場合、委員長以下委員全員の意向により、補欠任命された新委員の初参加会合時に改めて委員長の選出を行うこと。この場合、会合議事録では前委員長の退任日時は明確でないが、本欄では便宜上改選日を退任日として記載する。

| 代 | 氏名     | 在任期間                            | 選出会合 |
| -- | -------- | ----------------------------------- | -------- |
| 1  | 寺田雅昭 | 2003年7月1日 - 2006年6月30日        | 第1回    |
| 1  | 寺田雅昭 | 2006年7月3日 - 2006年12月21日（願） | 第150回  |
| 2  | 見上彪   | 2006年12月21日 - 2007年4月5日（慣） | 第172回  |
| 2  | 見上彪   | 2007年4月5日 - 2009年6月30日        | 第185回  |
| 3  | 小泉直子 | 2009年7月1日 - 2012年6月30日        | 第292回  |
| 4  | 熊谷進   | 2012年7月2日 - 2015年6月30日        | 第438回  |
| 5  | 佐藤洋   | 2015年7月1日 -2018年6月30日         | 第568回  |
| 5  | 佐藤洋   | 2018年7月2日 -                      | 第703回  |